# Sönam Chöpel
Sönam Chöpel (1595 - 1657 of 5 april 1658) was de eerste regent in Tibet van 1642 tot ca. 1657/58. Niet lang na zijn aantreden als regent, kreeg hij daarnaast de functie van Ganden Podrang.
Hij was de belangrijkste dienaar van de vierde dalai lama en verzocht tijdens de jeugd van de vijfde dalai lama Ngawang Lobsang Gyatso de Mongoolse leider Güshri Khan om hulp, om een einde te maken aan de vervolging van de gelugorde binnen het Tibetaans boeddhisme.
- Bibliothèque nationale de France: cb15582607x (data)
- International Standard Name Identifier: 0000 0000 5491 5207
- Library of Congress Control Number: no00084534
- Virtual International Authority File: 117686830
- WorldCat: E39PBJyhcMPyX7tRKjJ9qkvmBP